# Cantó de la Crau
El cantó de La Crau d'Ieras és un cantó francès del departament de la Var, situat al districte de Toló. Té 4 municipis i el cap és La Crau d'Ieras.

## Municipis
- Carqueirana
- Ieras (part nord)
- La Crau d'Ieras
- La Lònda dei Mauras

| Data d'elecció                           | Identitat                            | Partit                     | Qualitat |
| ---------------------------------------- | ------------------------------------ | -------------------------- | -------- |
| 1973-1982                                | Louis Palazy                         | Divers droite, després PS  |          |
| 1982-1988                                | Roland Thévenet                      | RPR                        |          |
| 1988-1999                                | Philippe de La Lombardière de Canson | Divers droite, després RPR |          |
| 1999-                                    | Marc Giraud                          | UMP                        |          |
| les dades anteriors no són pas conegudes |                                      |                            |          |